# La Luz, Tepotzotlán
La Luz är en ort i Mexiko, tillhörande kommunen Tepotzotlán i delstaten Mexiko. La Luz ligger i den centrala delen av landet och tillhör Mexico Citys storstadsområde. Orten hade 737 invånare vid folkräkningen 2010.